# Agrotis irroratafusca
Agrotis irroratafusca là một loài bướm đêm trong họ Noctuidae.